# Norrköpings tingsrätt
Norrköpings tingsrätt är en tingsrätt i Östergötlands län med kansli i Norrköping. Domkretsen omfattar kommunerna Finspång, Norrköping, Söderköping och Valdemarsvik. Tingsrätten med dess domkrets ingår i domkretsen för Göta hovrätt.

## Administrativ historik
Vid tingsrättsreformen 1971 bildades denna tingsrätt i Norrköping av Norrköpings rådhusrätt och häradsrätterna för Bråbygdens och Finspånga läns tingslag samt Hammarkind och Skärkinds tingslag (vari Söderköpings rådhusrätt uppgått 1948). Domkretsen bildades av tingslagens och rådhusrättens domkrets. Tingsrätten använde Bråbygdens och Finspånga läns tingslags tingshus från 1904 vid Olai Kyrkogata i Norrköping. År 2024 flyttade tingsrätten från byggnaden på Södra Promenaden till en nyuppförd byggnad vid Packhusrondellen.
Domsagan utgjordes av Finspångs kommun, Valdemarsviks kommun, Norrköpings kommun och Söderköpings kommun.

## Lagmän
- 1971–1977: Carl-Anton Spak
- 1977–1983: Gunnar Seldén
- 1983–1986: Georg Danckwardt
- 1986–1997: Karin Bishop
- 1997-2010: Lars Dahstedt
- 2010-2015: Hanserik Romeling
- 2015-2018: Lars-Gunnar Lundh
- 2019-2024: Elisabeth Lager
- 2024-: Evalina Englund